# Styrelsen for Forskning og Innovation
 Der er for få eller ingen kildehenvisninger i denne artikel, hvilket er et problem. Du kan hjælpe ved at angive troværdige kilder til de påstande, som fremføres i artiklen.

Styrelsen for Forskning og Innovation var i perioden 1. maj 2006 til 1. januar 2017 en styrelse i Uddannelses- og Forskningsministeriet. Styrelsen blev herefter opdelt i to, Styrelsen for Forskning og Uddannelse og Styrelsen for Institutioner og Uddannelsesstøtte. Den 1. oktober 2020 blev de to styrelser sammenlagt i den nye Uddannelses- og Forskningsstyrelsen. 
Da Styrelsen for Forskning og Innovation blev dannet i 2006, afløste den Forskningsstyrelsen.